# Campionati del mondo Ironman del 1986
I Campionati del mondo Ironman del 1986 hanno visto trionfare per la quinta volta tra gli uomini lo statunitense Dave Scott, davanti ai connazionali Mark Allen e Scott Tinley.
Tra le donne si è laureata campionessa del mondo la zimbabwese Paula Newby-Fraser.
Entrambi i vincitori hanno registrato il tempo record nella competizione. Dave Scott ha chiuso la gara abbattendo il muro delle otto ore e mezza, con un tempo di 8:28:37, abbassando di più di venti minuti il precedente record appartenente a Scott Tinley nell'edizione del 1985.
Paula Newby-Fraser ha chiuso con un tempo di 9:49:14, prima volta per una donna sotto le 10 ore, migliorando il record di più di trentacinque minuti appartenente a Sylviane Puntous nella competizione del 1984.
Si è trattata della 10ª edizione dei campionati mondiali di Ironman, che si tengono annualmente dal 1978 con una competizione addizionale che si è svolta nel 1982. I campionati sono organizzati dalla World Triathlon Corporation (WTC).

## Ironman Hawaii - Classifica

### Uomini
| Pos. | Tempo   | Nome            | Paese          | Ripartizione tempi | Ripartizione tempi | Ripartizione tempi | Ripartizione tempi | Ripartizione tempi |
| Pos. | Tempo   | Nome            | Paese          | Nuoto              | T1                 | Bici               | T2                 | Corsa              |
| ---- | ------- | --------------- | -------------- | ------------------ | ------------------ | ------------------ | ------------------ | ------------------ |
|      | 8:28:37 | Dave Scott      | Stati Uniti    | 0:50:53            | 0:00               | 4:48:32            | 0:00               | 2:49:11            |
|      | 8:36:04 | Mark Allen      | Stati Uniti    | 0:51:00            | 0:00               | 4:49:29            | 0:00               | 2:55:34            |
|      | 9:00:37 | Scott Tinley    | Stati Uniti    | 0:53:06            | 0:00               | 4:57:18            | 0:00               | 3:10:11            |
| 4    | 9:03:42 | Klaus Barth     | Germania Ovest | 0:53:22            | 0:00               | 4:53:21            | 0:00               | 3:16:57            |
| 5    | 9:05:10 | Greg Stewart    | Australia      | 0:57:02            | 0:00               | 4:58:31            | 0:00               | 3:09:37            |
| 6    | 9:09:30 | Ken Glah        | Stati Uniti    | 0:53:11            | 0:00               | 5:00:05            | 0:00               | 3:16:13            |
| 7    | 9:10:25 | Tony Sattler    | Australia      | 1:00:45            | 0:00               | 4:57:33            | 0:00               | 3:12:06            |
| 8    | 9:13:15 | Mark Surprenant | Stati Uniti    | 0:51:45            | 0:00               | 5:00:38            | 0:00               | 3:20:51            |
| 9    | 9:16:43 | Mike Pigg       | Stati Uniti    | 0:51:43            | 0:00               | 5:08:20            | 0:00               | 3:16:40            |
| 10   | 9:20:00 | Mac Martin      | Stati Uniti    | 0:56:54            | 0:00               | 4:50:27            | 0:00               | 3:32:38            |

### Donne
| Pos. | Tempo    | Nome               | Paese       | Ripartizione tempi | Ripartizione tempi | Ripartizione tempi | Ripartizione tempi | Ripartizione tempi |
| Pos. | Tempo    | Nome               | Paese       | Nuoto              | T1                 | Bici               | T2                 | Corsa              |
| ---- | -------- | ------------------ | ----------- | ------------------ | ------------------ | ------------------ | ------------------ | ------------------ |
|      | 9:49:14  | Paula Newby-Fraser | Zimbabwe    | 0:57:03            | 0:00               | 5:32:05            | 0:00               | 3:30:05            |
|      | 9:53:13  | Sylviane Puntous   | Canada      | 0:56:24            | 0:00               | 5:34:57            | 0:00               | 3:21:51            |
|      | 10:00:07 | Joanne Ernst       | Stati Uniti | 0:57:36            | 0:00               | 5:26:09            | 0:00               | 3:36:21            |
| 4    | 10:07:18 | Elizabeth Bulman   | Stati Uniti | 0:56:49            | 0:00               | 5:40:05            | 0:00               | 3:30:23            |
| 5    | 10:16:20 | Heidi Christensen  | Stati Uniti | 0:53:31            | 0:00               | 5:39:57            | 0:00               | 3:42:51            |
| 6    | 10:24:09 | Juliana Brening    | Stati Uniti | 0:56:40            | 0:00               | 5:36:36            | 0:00               | 3:50:52            |
| 7    | 10:28:38 | Beth Mitchell      | Stati Uniti | 0:57:29            | 0:00               | 5:50:25            | 0:00               | 3:40:43            |
| 8    | 10:34:09 | Beth Nelson        | Stati Uniti | 1:24:01            | 0:00               | 5:52:18            | 0:00               | 3:17:49            |
| 9    | 10:36:13 | Nancy Harrison     | Stati Uniti | 1:00:56            | 0:00               | 6:04:36            | 0:00               | 3:30:40            |
| 10   | 10:38:55 | Louise Mackinlay   | Australia   | 1:09:27            | 0:00               | 5:44:17            | 0:00               | 3:45:10            |

## Ironman - Risultati della serie

### Uomini
| Evento      | Oro          | Tempo   | Argento      | Tempo   | Bronzo         | Tempo   |
| New Zealand | Scott Tinley | 7:33:17 | Glenn Davies | 7:42:15 | Peter Zyerveld | 8:05:03 |

### Donne
| Evento      | Oro        | Tempo   | Argento    | Tempo   | Bronzo    | Tempo   |
| New Zealand | Erin Baker | 8:26:33 | Julie Moss | 8:46:40 | Sue Price | 9:41:23 |